# Gančani
Gančani (in ungherese Lendvarózsavölgy, in tedesco Gànicsa) è un paese della Slovenia, frazione del comune di Beltinci.
La località è situata a 178,6 metri s.l.m. ed a 10,7 chilometri dal confine ungherese.

Durante il dominio asburgico fu comune autonomo del Regno d'Ungheria.